# 日本防滑推進協会
一般社団法人日本防滑推進協会（いっぱんしゃだんほうじんにほんぼうかつすいしんきょうかい、英: Japan Boukatsu Association）は、防滑活動の普及・啓蒙を行う団体である。

## 日本防滑推進協会について

### 概要
防滑活動を通じて安心安全な社会を実現することを目的とし防滑市場の整備・発展を目的として活動している一般社団法人。

### 事業内容
1. 防滑活動の普及・啓蒙
2. 防滑技術の調査・研究・開発
3. 防滑技術者の育成・研修
4. その他、各項目の目的を達成するために必要な事業

### 活動内容
公共団体、公共機関、企業への防滑事業の必要性の啓蒙/普及活動。
防滑施工技術者の研修・育成・認定業務。

### ビジョン
転倒事故による死亡者数が交通事故より多いという事実を鑑みて、防滑事業の社会的役割・地位を確立し、防滑工事を通して安心安全な社会づくりに貢献する

## 名誉顧問について
日本防滑推進協会の理念に賛同した、衆議院議員の石破茂氏が名誉顧問を務める。
2019年11月22日に日本防滑推進協会/東京事務局にて開催された全国会議に参加している。
その席上、「日本の国がこれから迎える超高齢化社会に向けて予測される数々の困難を乗り切るために防滑という事業を、きちんと国の政策の中に位置付けて行きたい」等の発言がある。
参考：YouTube動画/衆議院議員 石破 茂 一般社団法人 日本防滑推進協会 名誉顧問就任より